# Overijsseli Uradalom
Az Overisseli uradalom más néven Overissel (latinul Transisalania), Németalföld egy korábbi része volt és nevét földrajzi elhelyezkedéséről kapta az Issel folyó mentén. 
Az uradalmat 1528-ban alakították ki, midőn a Habsburg V. Károly meghódította Overstichtet (nagyjából a mai Overijssel és Drenthe tartományokat), Gueldersi háborúk folyamán. 1528 előtt ez a terület az Utrechti püspökség része volt. 1528-ban Pfalzi Henrik, utrechti hercegérsek, kérésére a Habsburg seregek Georg Schenck van Toutenburg vezetése alatt felszabadították a püspökséget, melyet Gueldersi hercegség szállt meg 1521-1522-ben. 1528. október 20-án Henrik püspök átengedte a hatalmat Habsburg Károlynak. Ezzel az Utrechti püspökség megszűnt és területét felosztották az Utrechti és Overijsseli uradalmak között, melyeket Habsburg helytartó igazgatott. Ám az Overijssel megnevezés sokkal korábbi keletű, az Oversticht latin neve, a Transysla, vagy Transisalania, már ismert volt 1233-tól, jelentése Over-Ijssel, vagyis az Ijssel-folyó túloldala.  
1528 és 1584 között Overijssel helytartója megegyezett a Frízföldi uradalom helytartójával. Az uradalom a Burgundiai körzet része lett az 1549-es V. Károly német-római császár pragmatica sanctioja alapján és egyike a Tizenhét Tartománynak.  
A nyolcvanéves háború folyamán Overijsselt 1580 és 1597 között felosztották a spanyolok által ellenőrzött keleti részre, Oldenzaal fővárossal, és a köztársasági erők által ellenőrzött nyugati részre. Mindkettőnek megvolt a saját helytartója. 1597-ben Nassaui Móric orániai herceg vezetése alatt egyesítették újra az uradalmat. Bár 1605-ben Oldenzaalt újra elfoglalták a spanyolok, de 1626-ban végleg elveszítették.  
Mikor 1795-ben megalakult a Batáv köztársaság, az Overijsseli uradalmat eltörölték. Mikor véget értek a napóleoni háborúk, Overijsselt újra szervezték, mint az Egyesült Holland királyság egyik tartományát. 
Az Overijsseli uradalom helytartóinak listája: 
- 1528–1540: Georg Schenck van Toutenburg
- 1540–1548: Maximiliaan van Egmond
- 1548–1568: Jean de Ligne
- 1568–1572: Charles de Brimeu
- 1572–1573: Gillis van Berlaymont
- 1573–1576: Caspar de Robles
- 1576–1581: George de Lalaing
- 1581–1594: Francisco Verdugo
- 1594–1618: Frederik van den Bergh
- 1584–1589: Adolf van Nieuwenaar
- 1590–1625: Móric orániai herceg
- 1625–1647: Frigyes Henrik orániai herceg
- 1647–1650: II. Vilmos orániai herceg
- 1650–1675: Első helytartó nélküli korszak
- 1675–1702: III. Vilmos orániai herceg
- 1702–1747: Második helytartó nélküli korszak
- 1747–1751: IV. Vilmos orániai herceg
- 1751–1795: V. Vilmos orániai herceg

## Fordítás
Ez a szócikk részben vagy egészben  a   Lordship of Overijssel című angol Wikipédia-szócikk fordításán alapul.  Az eredeti cikk szerkesztőit annak laptörténete sorolja fel. Ez a jelzés csupán a megfogalmazás eredetét és a szerzői jogokat jelzi, nem szolgál a cikkben szereplő információk forrásmegjelöléseként.